# Krzysztof Berbeka
Krzysztof Berbeka (ur. 11 kwietnia 1930 w Pińsku, zm. 1 kwietnia 1964 w Zurychu) – polski alpinista i taternik, ratownik górski, przewodnik tatrzański. W latach 1960–1971 należał do niego wysokościowy rekord Polski.

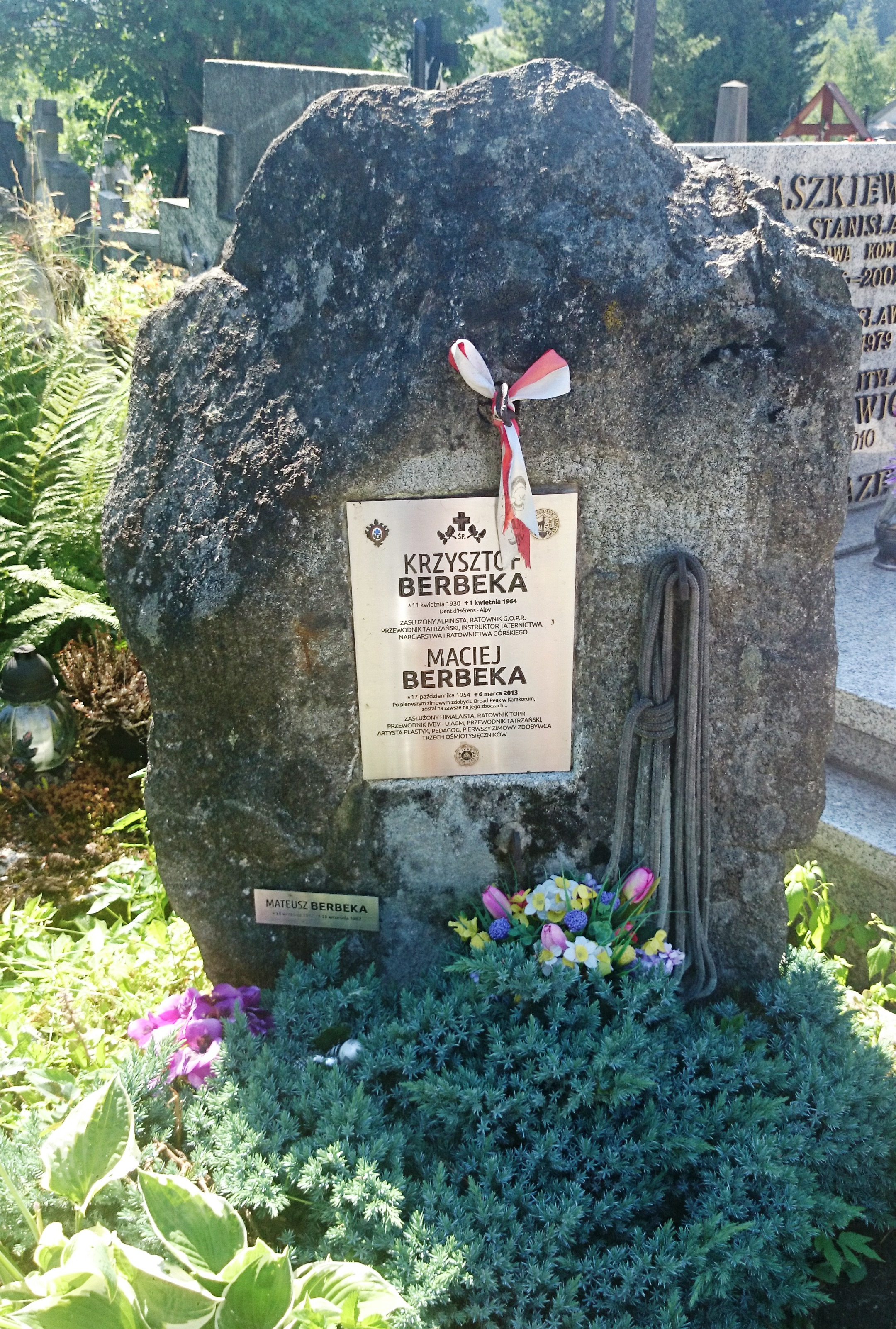
Kamień nagrobny Krzysztofa Berbeki na Nowym Cmentarzu w Zakopanem, tu znajduje się również tablica symbolicznego grobu Macieja Berbeki

## Życiorys
Od czwartego roku życia mieszkał w Mszanie Dolnej, uczył się w liceum ogólnokształcącym w Rabce. Po maturze przeniósł się do Zakopanego i aktywnie zaczął uprawiać wspinaczkę górską. W 1952 r. po złożeniu przyrzeczenia został ratownikiem tatrzańskim, brał udział w ponad 200 wyprawach ratunkowych i przetransportował ok. 200 poszkodowanych osób. Był też licencjonowanym przewodnikiem tatrzańskim, instruktorem taternictwa, narciarstwa i ratownictwa górskiego.
Krzysztof Berbeka uczestniczył w wielu wyprawach w Alpy (1957 brał udział w słynnej akcji ratunkowej na Eigerze, 1964), Hindukusz (1960) i Kaukaz (1958, 1961). 
Zmarł na skutek urazów i odmrożeń, jakich doznał podczas wypadku 18 marca 1964, w czasie zejścia z Dent d’Hérens.
Pochowany został na nowym cmentarzu w Zakopanem przy ulicy Nowotarskiej (kw. K3-B-8).
Ojciec himalaistów: Macieja Berbeki (ur. 1954, zaginął 6 marca 2013 na Broad Peak) oraz Jacka Berbeki (ur. 1959). Jego brat, Ryszard, jest przewodnikiem tatrzańskim.
W 1965 został wybrany patronem Grupy Podhalańskiej GOPR.